# 공성학

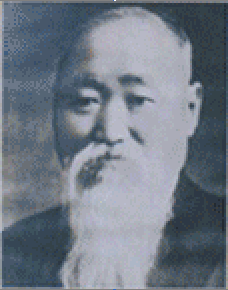
공성학, 1946년 사진

공성학(孔聖學, 1879년 ~ 1957년)은 조선의 유학자, 성리학자이자 교육자이며 대한제국의 관료, 일제 강점기의 기업인, 상인, 교육자이며 대한민국의 기업인, 교육자이다. 대한제국 성균관 예하 부제학 등을 지냈다.
그는 대한제국 시절 관료로 활동하다가 결국 성균관부제학에 이르렀으나 1910년 한일합방 후 사퇴하고 인삼 판매업에 종사하였다.
개성의 거상의 한사람이기도 하였으며, 기업인과 사회활동을 하였고, 1946년에는 윤치호 사후 혼란에 빠진 송도고등학교 재단을 인수하여 운영하였다. 송도고등학교의 재단이사장직 외에도 개성향교의 운영과 개성 문묘의 사직 등을 맡아보기도 했다. 경기도 출신으로 본관은 곡부(曲阜)이며 호는 춘포(春圃)이다. 김택영(金澤榮)의 문인이다.

## 생애

### 생애 초반
공성학은 1879년 상인 공응규(孔應奎)의 둘째 아들로 경기도 개성에서 인삼을 재배해 큰 재산을 모은 곡부 공씨 가문에 태어났다. 가업을 물려받은 뒤 1910년대 이래 개성에 각종 기업을 창설하고 실업인으로 활동했다. 김정호와 함께 일제 강점기의 '개성 상인'을 대표하는 인물이었다. 어려서 김택영의 문하에서 한학을 수학하였고, 이후 성리학을 배웠다. 시문에 능통하였고 대한제국 시절(1906년)에는 관료로 출사하였으며, 잠시 성균관 예하 부제학을 역임하였다.

### 기업, 사회 활동
1910년 10월 한일합방으로 대한제국이 멸국되자 벼슬을 버리고 다시 상업에 뛰어들었다. 단순 개성상인에서 세를 불려 그는 기업을 설립하기도 했다. 공성학은 근대화 과정에서 인삼의 품종을 개량하고 경작 방법을 개선하는 등 인삼 재배와 판매를 기업형으로 발전시켰다. 1912년 영신사(永信社) 설립에 참여한 것을 시작으로, 고려삼업주식회사(高麗蔘業株式會社)와 개성전기주식회사, 김정호가 세운 송고실업장에서 대주주나 중역을 역임했다. 1921년 발간된 《조선은행회사요록》은 3개 이상 회사의 중역을 겸직한 인물로 경기도 지역에서는 20명의 기업인을 꼽고 있는데, 이 가운데 공성학이 포함되어 있다. 개성전기주식회사는 한국 최초의 민족계 전기회사이기도 하다. 개성전기주식회사의 창립에는 대주주로 참여, 취체역에 취임하였다. 1920년부터는 고려삼업의 대주주로 활동하며 투자를 증액하였다.
1923년 4월 개성정화여학교에 후원금 1천원을 기부했다. 이후 정화여학교의 재단이사로 활동하였다. 그해 11월 23일 개성군 송도면 협의회의원(주민자치위원)에 당선되었다. 1924년 3월 경기도 평의원 선거에 출마하였으나 낙선하였다. 4월 22일 개성전기 취체역 이사가 되었다. 그해 10월 개성 문묘 사성(司成)에 추대되었다. 1924년에는 개성군립도서관의 건립, 개관을 후원, 11월 3일 도서관 개관식에 참석하여 축사를 낭독하였다.
1929년에는 양조업에 뛰어들어 개성양조주식회사를 설립했고, 1930년 송도고무공업주식회사 감사역을 맡았다. 1934년과 1936년에는 자신의 호를 딴 춘포사와 개성삼업주식회사를 각각 창립했다. 개성인삼조합을 세우고 제2대 조합장을 역임하였으며, 중국과 동남아시아 지역을 순회하며 인삼의 해외판로를 개척하기도 했다. 1936년 서선합동전기주식회사(西鮮合同電氣株式會社)에 강제 합병되어 개성전기주식회사 취체역에서 물러났다.
인삼 경작에 세운 공로를 인정받아 많은 표창을 받았고, 조선총독부가 1935년 편찬한 《조선공로자명감》에도 조선인 공로자 353명 중 한 명으로 수록되어 있다. 1938년에 개성상회를 창립하는 등 1930년대 후반까지도 활동을 계속했으나, 이후로는 나중에 제1공화국 농림부 장관과 천도교 교령을 지낸 아들 공진항이 아버지의 인삼밭과 기업을 물려받아 경영했다.
개성상공회의소 의원으로도 활동하다 1933년 7월 21일 퇴임하였다.

### 생애 후반
광복 후에도 기업인으로 활동하였으나 1930년대 이후에는 둘째 아들 진항(鎭恒)에게 가업을 맡기다시피 했으며, 1946년 윤치호 사후 혼란에 빠진 송도학원의 이사장직을 자원하여 송도고등학교의 재단 이사장직을 맡아보다가 한국 전쟁으로 송도학원을 인천직할시에 정착, 재수습하여 개교하게 했다. 그 뒤 윤치호의 장남인 윤영선에게 재단을 넘겼다. 1957년에 사망하였으며, 사망당시 그의 나이는 79세였다.

### 사후
2008년 민족문제연구소가 친일인명사전 편찬을 위해 공개한 친일인명사전 수록예정자 명단 중 유교 부문에 포함되었다.

## 상훈
- 인삼경작우수 포상(1등), 1920년 4월, 조선총독부 재무국 전매과 개성출장소
- 인삼경작우수 포상(1등), 1921년 4월, 조선총독부 재무국 전매과 개성출장소

## 기타
개성인삼의 해외수출에도 노력하여 그는 직접 중국, 일본, 동남아시아 각지를 순회하면서 개성인삼을 홍보하고 개성인삼의 해외시장을 개척하였다.
어려서 한학을 배웠던 공성학은 한학과 시문에 능통한 선비이기도 했다. 이는 개성 상인으로서는 매우 이색적인 경력이다. 1924년 고려 성균관 자리에 있는 개성문묘의 사성직을 맡았으며, 1935년에 총독 우가키 가즈시게가 심전개발 운동을 주창했을 때 성균관 명륜당에서 유림 대표들이 모여 개최한 간담회에도 참석 하는 등 유교 계열의 유력 인물로 활동한 기록이 있다.

## 평가
그에 대해서는 기업의 성패보다는 민족자본에 의한 향토개발로 일본인들의 자본침략을 극력 반대한 지사형 민족기업가이다. 손봉상(孫鳳祥) 등과 인삼품종개량, 경작방법개선 등 삼포경영방법의 혁신을 주도하였다. 삼포경영으로 가산을 이룬 부호의 가문에서 태어나 1910년대 이래 개성에서 각종 회사를 창립하여 지역경제 실업의 발전에 기여하였다는 평가도 있다.

## 저서
- 《탕도기행》(湯島紀行), 1936
- 《풍악동유록》
- 《호서기정》(湖西紀征), 1938
- 편저 《창강선생실기》, 1934
- 편저 《두문동서원지》, 1937

## 같이 보기
| - 송도고등학교 - 송상 - 개성인삼 - 공진항 - 성균관 - 윤치호 - 윤영선 - 박중양 | - 송도학원 - 성리학 - 최규남 - 백낙준 - 윤일선 - 이회림 - 조봉암 |

## 참고자료
- 공성학(孔聖學) - 한국학중앙연구원
- 공성학(孔聖學) - 국사편찬위원회
- 공성학-민족문제연구소

## 참고 자료
- 조기준, 《한국기업사가》 (박영사, 1983)
- 요암공진항희수기념문집간행위원회, 《이상향을 찾아서》(요암공진항희수기념문집간행위원회, 1970)